# Japonski škržatek
Japonski škržatek (znanstveno ime Orientus ishidae) je vrsta škržatka, izvorno razširjena po Vzhodni Aziji in kasneje zanešena v Severno Ameriko ter Evropo, kjer se zdaj intenzivno širi.

## Opis
Škržatek meri približno 0,5 cm v dolžino, pri čemer so samice občutno večje od samcev. So razmeroma čokati, z zaokroženo glavo, ki nosi par velikih sestavljenih oči, in še rahlo širšim oprsjem. Njihova osnovna barva je svetlorjavo-sivkasta s temnimi lisami, prepoznavni pa so predvsem po temnem mozaičnem vzorcu sprednjega para kril. Trebušna stran in noge imajo v celoti temnejšo osnovno barvo. Japonski škržatek je po telesni zgradbi močno podoben vrsti O. amurensis s Kitajske, od katere ga je možno zanesljivo ločiti le s pregledom genitalij.
V evropskem delu območja razširjenosti je prisoten na mnogo različnih vrstah gostiteljskih rastlin, kjer se prehranjuje z rastlinskim sokom. Med pomembnejšimi so drevesa in grmovnice, kot so leska, razne vrste vrb, gaber in oreh, pa tudi druge vrste dreves in nekaj zelnatih rastlin, kot je kopriva.

## Razširjenost in pomen
Vrsta je izvorno razširjena po daljnem vzhodu, obstajajo zgodovinski podatki o najdbah iz Japonske, s Korejskega polotoka in iz Primorskega okraja na skrajnem jugovzhodu današnje Rusije, vendar se je kasneje izkazalo, da tej vrsti pripadajo le primerki iz Japonske.
Japonski škržatek je bil že v začetku 20. stoletja zanešen v Severno Ameriko, domnevno z uvoženimi okrasnimi rastlinami iz Japonske.  V Evropi so to vrsto škržatka prvič opazili konec 20. stoletja v severni Italiji in nekaj let kasneje tudi južneje, v Toskani. Hitro se je nato razširil še drugod po Srednji Evropi ter do leta 2011 prispel vse do Velike Britanije na severu. V Sloveniji so ga prvič opazili leta 2002 v Novi Gorici, kasneje pa se je razširil po vsej državi.
S sesanjem rastlinskih sokov na gojenem drevju in grmovju povzroča kvečjemu blage simptome, kot je enakomerno rjavenje listja pri jablanah in leskah, zato zaenkrat ne velja za pomembnejšega škodljivca. Večjo skrb zbuja možnost, da bi lahko ta vrsta škržatka postala nov prenašalec povzročitelja zlate trsne rumenice v vinograde. V japonskem škržatku so namreč z molekularnimi metodami zaznali prisotnost povzročitelja, prav tako so škržatka našli v okuženih vinogradih, vendar prenos bolezni še ni potrjen.